# Sancia van der Meij
Sancia Esmeralda Theonilla van der Meij (* 1981 in Groningen) ist eine niederländische Biologin mit dem Schwerpunkt Diversität von Korallenriffen.

## Leben
Van der Meij wuchs in Roden in der Provinz Drenthe auf und besuchte das Atheneum (Gymnasium) in Groningen, bevor sie 1999 einige Zeit in Südamerika verbrachte. Nach ihrer Rückkehr in die Niederlande erwarb sie ihren Bachelor of Science am Van Hall Instituut in Leeuwarden und ihren Master of Science in Biologie 2007 an der Universität Leiden. Von 2008 an arbeitete sie als wissenschaftliche Mitarbeiterin am Naturalis in Leiden und erlangte 2015 ihren Ph.D. an der Universität Leiden mit einer Arbeit über Gallkrabben (Cryptochiridae). Anschließend war Van der Meij wissenschaftliche Mitarbeiterin am Oxford University Museum of Natural History unter der Leitung von Paul Smith, bevor sie eine Stelle als Assistenzprofessorin an der Reichsuniversität Groningen annahm.

## Veröffentlichungen (Auswahl)
Bei den folgenden Veröffentlichungen ist van der Meij Autor einer Erstbeschreibung:
- R.G. Moolenbeek, H. Dekker & S.E.T. van der Meij: Lioconcha lamprelli spec. nov. (Bivalvia: Veneridae) from Australia. In: Zoologische Mededelingen. Band 82, 2008, S. 627–630.
- S.E.T. van der Meij, R.G. Moolenbeek & H. Dekker: The Lioconcha castrensis species group (Bivalvia : Veneridae), with the description of two new species. In: Molluscan Research. Band 30, Nr. 3, 2010, S. 117–124.
- S.E.T. van der Meij: A new species of Opecarcinus Kropp & Manning, 1987 (Crustacea: Brachyura: Cryptochiridae) associated with the stony corals Pavona clavus (Dana, 1846) and P. bipartita Nemenzo, 1980 (Scleractinia: Agariciidae). In: Zootaxa. Band 3869, Nr. 1, 2014, S. 44–52, doi:10.11646/zootaxa.3869.1.4.
- S.E.T. van der Meij, M.L. Berumen & G. Paulay: A new species of Fizesereneia Takeda & Tamura, 1980 (Crustacea: Brachyura: Cryptochiridae) from the Red Sea and Oman. In: Zootaxa. Band 3931, Nr. 4, 2015, S. 585–595, doi:10.11646/zootaxa.3931.4.8.
- S.E.T. van der Meij: Host relations and DNA reveal a cryptic gall crab species (Crustacea: Decapoda: Cryptochiridae) associated with mushroom corals (Scleractinia: Fungiidae). In: Contributions to Zoology. Band 84, Nr. 1, 2015, S. 39–57, doi:10.1163/18759866-08401004.
- S.E.T. van der Meij: A new gall crab species (Brachyura, Cryptochiridae) associated with the free-living coral Trachyphyllia geoffroyi (Scleractinia, Merulinidae). In: ZooKeys. Band 500, 2015, S. 61–72.
- S.E.T. van der Meij: The coral genus Caulastraea Dana, 1846 (Scleractinia, Merulinidae) as a new host for gall crabs (Decapoda, Cryptochiridae), with the description of Lithoscaptus tuerkayi sp. nov. In: Crustaceana. Band 90, Nr. 7–10, 2017, S. 1027–1038, doi:10.1163/15685403-00003607 (englisch).